# Monoceratuncus
Monoceratuncus là một chi bướm đêm thuộc phân họ Tortricinae của họ Tortricidae.

## Các loài
- Monoceratuncus autolytus (Razowski, 1986)
- Monoceratuncus conviva (Razowski, 1990)
- Monoceratuncus cristatus (Razowski & Becker, 1986)
- Monoceratuncus cryphalus Razowski, 1993
- Monoceratuncus eriodens (Razowski, 1986)
- Monoceratuncus lugens (Razowski & Becker, 1986)
- Monoceratuncus peltatus Razowski & Becker, 1993
- Monoceratuncus tantulus (Razowski & Becker, 1986)